# Apside

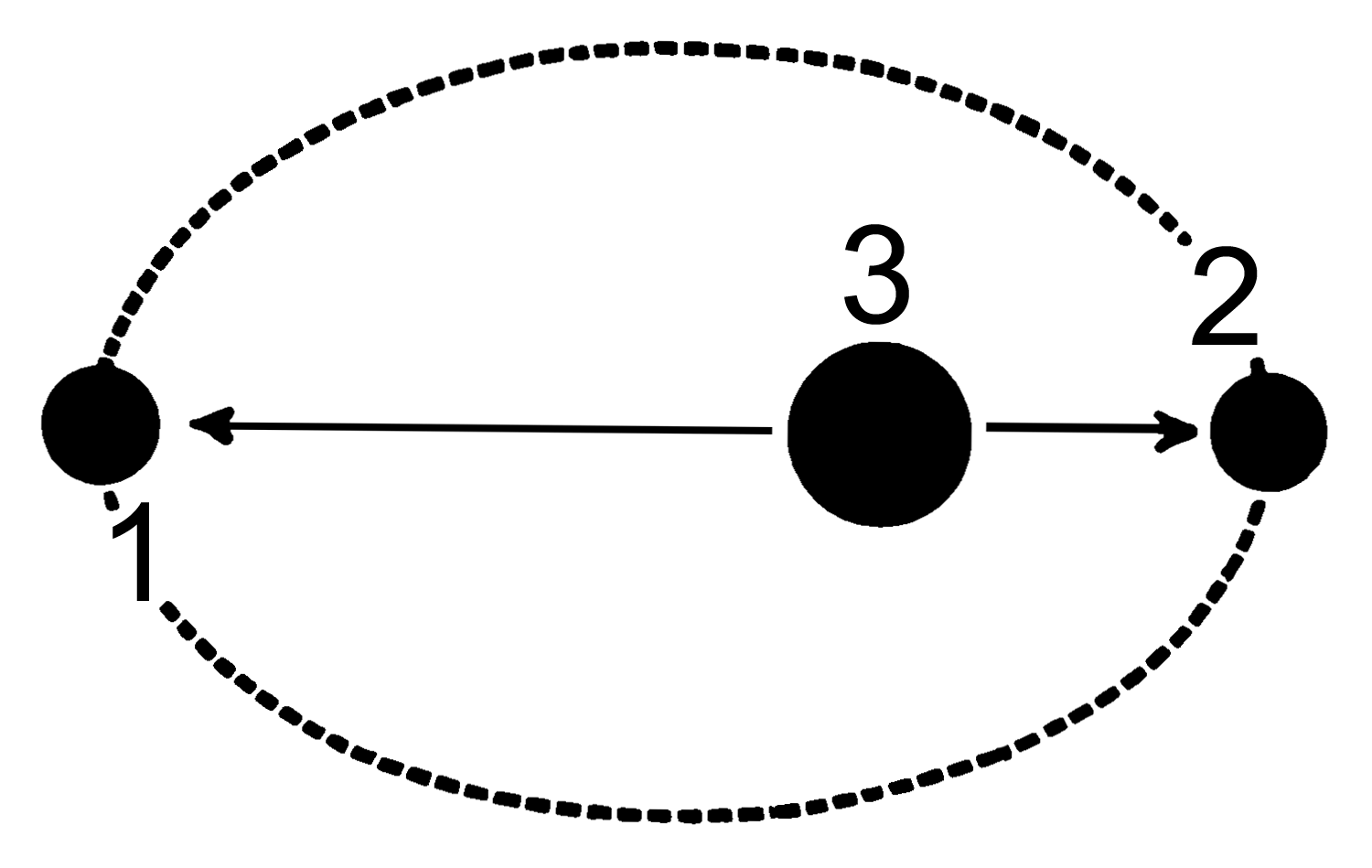
Apsidi: 1) Apoapside; 2) Periapside; 3) Fuoco dell'ellisse.

Gli apsidi sono i punti di maggiore e minore distanza di un oggetto celeste dal fuoco ove giace il corpo attorno a cui esso orbita. Nella moderna meccanica celeste il fuoco è anche il centro di attrazione gravitazionale, che coincide con il centro di massa del sistema. Storicamente, nei sistemi geocentrici, gli apsidi erano misurati dal centro della Terra.
Il punto di massimo avvicinamento al fuoco prende il nome di periapside o pericentro, mentre il punto di massimo allontanamento è detto apoapside o apocentro. La linea che congiunge il periapside all'apoapside è detta linea degli apsidi e coincide con l'asse maggiore dell'ellisse.
La linea degli apsidi compie un movimento rotatorio lungo il piano dell'orbita chiamato in generale precessione anomalistica. Per i pianeti del Sistema Solare il movimento prende il nome di precessione del perielio ed è causato dalla reciproca attrazione gravitazionale dei pianeti e, soprattutto nel caso del perielio di Mercurio, dalla curvatura dello spazio-tempo operata dall'immane gravità del Sole.

## Caratterizzazione matematica
Da un punto di vista matematico, le seguenti formule caratterizzano gli apsidi di un'orbita:

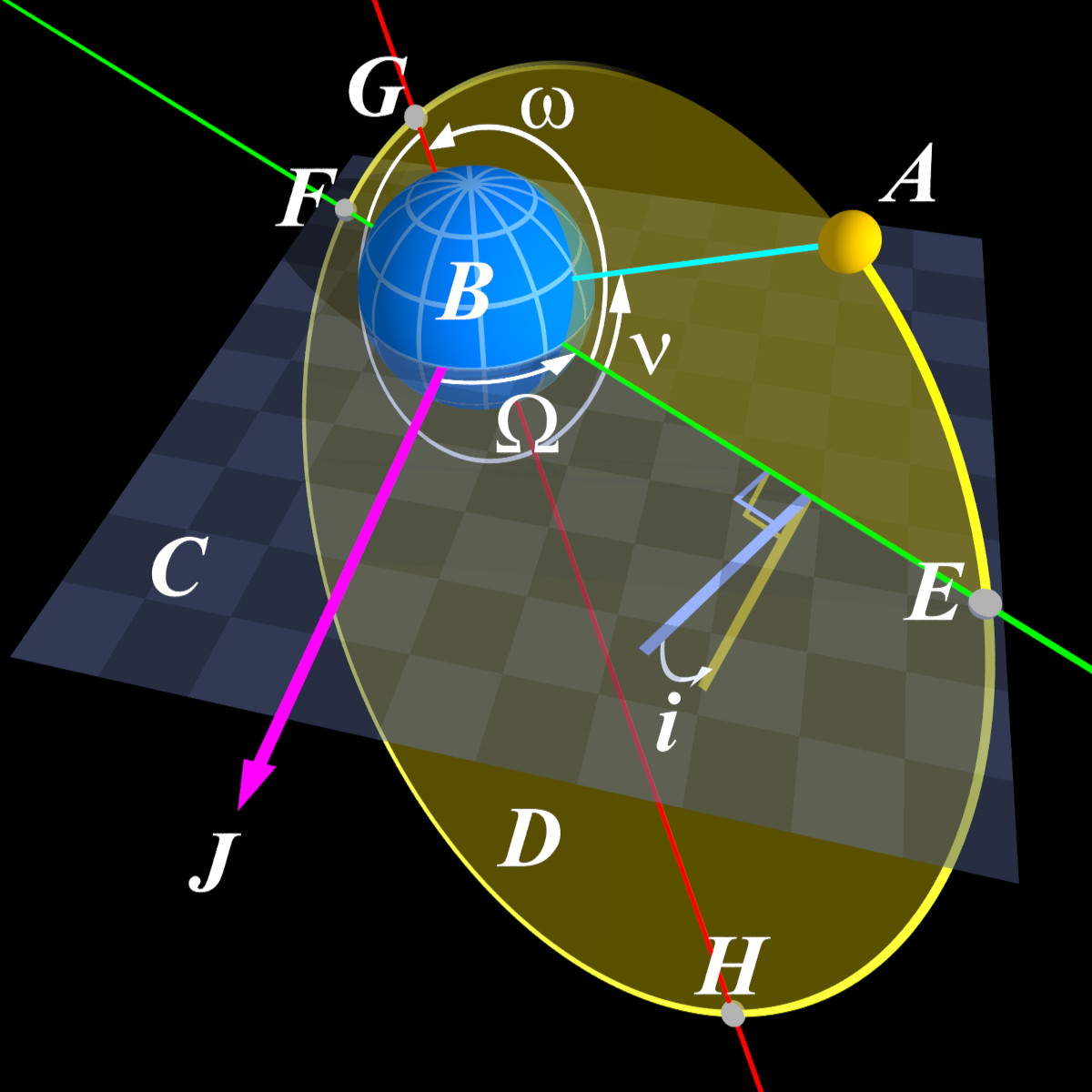
Elementi di un'orbita kepleriana; F è il periapside, H l'apoapside e la linea FH è la linea degli apsidi.

- Periapside: velocità massima {\displaystyle v_{\mathrm {per} }={\sqrt {\tfrac {(1+e)\mu }{(1-e)a}}}} alla minima distanza {\displaystyle r_{\mathrm {per} }=(1-e)a}
- Apoapside: velocità minima {\displaystyle v_{\mathrm {ap} }={\sqrt {\tfrac {(1-e)\mu }{(1+e)a}}}} alla massima distanza {\displaystyle r_{\mathrm {ap} }=(1+e)a}

In accordo con le leggi di Keplero, la conservazione del momento angolare e con la legge della conservazione dell'energia, le seguenti quantità sono costanti per una data orbita:
- momento angolare orbitale specifico {\displaystyle h={\sqrt {(1-e^{2})\mu a}}}
- energia orbitale specifica {\displaystyle \epsilon =-{\frac {\mu }{2a}}}

dove:
- {\displaystyle a} è il semiasse maggiore
- {\displaystyle \mu } è la costante gravitazionale planetaria
- {\displaystyle e} è l'eccentricità orbitale, definita come {\displaystyle e={\frac {r_{\mathrm {ap} }-r_{\mathrm {per} }}{r_{\mathrm {ap} }+r_{\mathrm {per} }}}=1-{\frac {2}{{\frac {r_{\mathrm {ap} }}{r_{\mathrm {per} }}}+1}}}

Il semiasse maggiore costituisce inoltre la media aritmetica delle distanze dei due apsidi dal fuoco, mentre il semiasse minore {\displaystyle b} ne costituisce la media geometrica.
La media geometrica delle due velocità limitanti (quella raggiunta al periastro e quella all'apastro) è {\displaystyle {\sqrt {-2\epsilon }}}, velocità che corrisponde a un quantitativo di energia cinetica tale che, in qualunque posizione dell'orbita, aggiunta all'energia cinetica preesistente, permetterebbe al corpo orbitante di raggiungere la velocità di fuga locale, che equivale alla radice quadrata del prodotto delle due velocità limitanti.

## Terminologia
| Corpo     | Periapside                        | Apoapside                      |
| --------- | --------------------------------- | ------------------------------ |
| Galassia  | Perigalattico                     | Apogalattico                   |
| Stella    | Periastro                         | Afastro Apastro Apoastro       |
| Buco nero | Perimelasma Peribotro Perinigrico | Apomelasma Apobotro Aponigrico |
| Sole      | Perielio                          | Afelio                         |
| Mercurio  | Periermeo                         | Apoermeo                       |
| Venere    | Pericitero Pericritio             | Apocitero Apocritio            |
| Terra     | Perigeo                           | Apogeo                         |
| Luna      | Periselenio Pericinzio Perilunio  | Aposelenio Apocinzio Apolunio  |
| Marte     | Periareo                          | Apoareo                        |
| Cerere    | Peridemetrio Pericerio            | Apodemetrio Apocerio           |
| Giove     | Perigiovio Perizeno               | Apogiovio Apozeno              |
| Saturno   | Perisaturno Pericronio            | Aposaturno Apocronio           |
| Urano     | Periuranio                        | Apouranio                      |
| Nettuno   | Periposeido                       | Apoposeido                     |
| Plutone   | Periadeo                          | Apoadeo                        |

Gli apsidi sono designati in maniera differente a seconda del corpo centrale. Per indicare gli apsidi di uno specifico corpo orbitante sono state adottate delle terminologie specifiche, che fanno seguire ai prefissi "peri-" e "apo-/ap-/af-" il nome del corpo attorno a cui l'oggetto orbita. I suffissi "-geo", "-elio", "-astro" e "-galattico" sono frequentemente utilizzati nella letteratura astronomica, mentre le altre forme godono di un minore utilizzo; il suffisso "-geo" è inoltre impropriamente utilizzato anche per riferirsi agli apsidi degli altri pianeti.
Dal momento che "peri-" e "apo-" derivano dal greco, alcuni puristi della lingua ritengono più corretto l'utilizzo di suffissi derivati dal greco anche per i nomi degli oggetti di cui si vuole identificare gli apsidi, che derivano dunque dai nomi greci delle divinità latine da cui i pianeti traggono i loro nomi: si avrà in tal modo "-ermeo" da Ermes, l'equivalente greco di Mercurio, o "-areo" da Ares, corrispettivo di Marte e così via.

Eccezioni sono costituite dalla Luna, da Venere, Giove e Saturno. Per la Luna sono utilizzati in pratica tutti e tre i suffissi ("-selenio", "-lunio", "-cinzio"), seppure con alcune specificazioni. Premesso che il suffisso "-selenio" (da Selene) è linguisticamente il più corretto, in accordo a quanto ritenuto dai puristi, secondo alcuni il suffisso "-cinzio" andrebbe riservato ai corpi artificiali lanciati da un altro corpo e catturati in orbita attorno alla Luna, mentre "-lunio" va assegnato agli oggetti lanciati dalla Luna e orbitanti attorno al satellite. La forma "-cinzio" è stata utilizzata per la prima volta nel corso del Programma Apollo a seguito di una decisione presa dalla NASA nel 1964. I suffissi utilizzati per Venere ("-citero" e "critio") non derivano dal nome greco della divinità, Afrodite, ma comunque da attributi a essa riservati. Nel caso di Giove e Saturno invece la nomenclatura greca è soppiantata da quella di derivazione latina, l'unica attualmente utilizzata nella letteratura astronomica: si utilizza infatti "-giovio" in luogo di "-zeno" (da Zeus) e "-saturno" in luogo di "-cronio" (da Crono).
Di recente attribuzione sono anche gli apsidi dei buchi neri; il primo termine utilizzato fu peri/apomelasma (da μέλασμα mélasma, "macchia nera"), introdotto dal fisico Geoffrey A. Landis nel 1998, successivamente furono introdotti peri/apobotro (da βόθρος bóthros, "fosso") e peri/aponigricon (dal latino niger, "nero").
Tuttavia la prospettiva tutt'altro che incoraggiante di dover utilizzare una nomenclatura distinta per ciascun corpo orbitante, nel sistema solare e non solo, è il motivo principale che ha spinto gli astronomi a far ricorso quasi esclusivamente al più generico "-apside", divenuto termine di riferimento.

## L'orbita della Terra

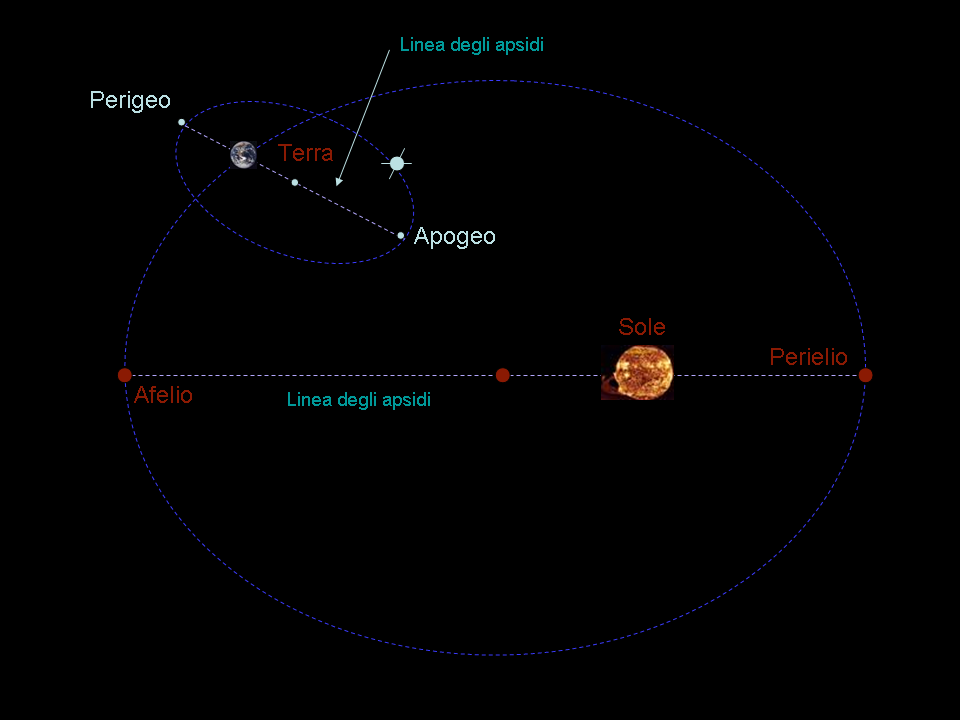
Gli apsidi del Sole e della Terra

Come per tutti gli altri pianeti del sistema solare, anche l'orbita della Terra, in virtù della sua seppur ridotta ellitticità, possiede degli apsidi. Il tempo di raggiungimento degli apsidi è talvolta espresso in relazione all'alternarsi delle stagioni per via del, seppur piccolo, contributo dato al verificarsi di questo fenomeno (la causa principale è infatti l'inclinazione dell'asse di rotazione terrestre rispetto al piano dell'orbita), soprattutto per quanto riguarda il grado di insolazione dell'atmosfera superiore. Nell'attuale epoca, il perielio si raggiunge circa 14 giorni dopo il solstizio del 22 dicembre, il che fa sì che normalmente coincida con una data attorno al 4 gennaio, mentre l'afelio si verifica circa sei mesi dopo, nella prima decade di luglio. Al perielio la Terra dista dal Sole 147.098.074 km (0,98328989 unità astronomiche – UA – ), mentre all'afelio dista 152.097.701 km (1,01671033 UA).

Una comune usanza è quella di esprimere il tempo di raggiungimento del perielio in relazione all'equinozio di primavera non in giorni, ma misurando l'angolo di spostamento orbitale, ovvero la longitudine del perielio, che nel 2000 equivaleva a 282,895°.
L'orbita della Terra è soggetta a un movimento denominato precessione anomalistica, che determina lo spostamento della linea degli apsidi lungo il piano dell'eclittica: esso si completa in 117.000 anni, in quanto la linea degli apsidi si muove con una velocità angolare di 11'' ogni anno, a causa dell'attrazione gravitazionale esercitata sulla Terra dagli altri pianeti, in primo luogo Giove. L'anno anomalistico della Terra (ovvero il tempo effettivamente impiegato per ritornare al medesimo apside dell'ellisse) risulta superiore per circa 4 minuti e 43 secondi a quello siderale (il tempo impiegato dalla Terra per tornare nella stessa direzione rispetto alle stelle della sfera celeste). In considerazione del fatto che l'anno tropico della Terra è invece inferiore a quello siderale, i due effetti si sommano nel definire la periodicità di circa 21.000 anni dello spostamento dei punti di equinozio e solstizio rispetto agli apsidi. Questo è uno dei cicli che contribuiscono alle variazioni di lungo periodo del clima terrestre in accordo con la teoria dei cicli di Milanković.
La seguente tabella riporta data e ora del momento in cui la Terra attraversa gli apsidi della sua orbita nel periodo compreso tra il 2007 e il 2020.
| Anno | Perielio  | Perielio | Afelio   | Afelio   |
| ---- | --------- | -------- | -------- | -------- |
| Anno | Data      | Ora (UT) | Date     | Ora (UT) |
| 2007 | 3 gennaio | 20:00    | 7 luglio | 00:00    |
| 2008 | 3 gennaio | 00:00    | 4 luglio | 08:00    |
| 2009 | 4 gennaio | 15:00    | 4 luglio | 02:00    |
| 2010 | 3 gennaio | 00:00    | 6 luglio | 12:00    |
| 2011 | 3 gennaio | 19:00    | 4 luglio | 15:00    |
| 2012 | 5 gennaio | 01:00    | 5 luglio | 04:00    |
| 2013 | 2 gennaio | 05:00    | 5 luglio | 15:00    |
| 2014 | 4 gennaio | 12:00    | 4 luglio | 00:00    |
| 2015 | 4 gennaio | 07:00    | 6 luglio | 20:00    |
| 2016 | 2 gennaio | 23:00    | 4 luglio | 16:00    |
| 2017 | 4 gennaio | 14:00    | 3 luglio | 20:00    |
| 2018 | 3 gennaio | 06:00    | 6 luglio | 17:00    |
| 2019 | 3 gennaio | 05:00    | 4 luglio | 22:00    |
| 2020 | 5 gennaio | 08:00    | 4 luglio | 12:00    |

1. 1 2  La fonte specifica solo l'ora

### Apsidi della Terra

Apogeo e perigeo

Anche gli oggetti orbitanti attorno alla Terra secondo una traiettoria ellittica possiedono degli apsidi. Si definisce perigeo il punto più vicino alla Terra dell'orbita geocentrica (o distanza orbitale minima) della Luna o di un satellite artificiale; allo stesso modo la distanza orbitale massima di un oggetto dalla Terra è detta apogeo.
Per quel che riguarda l'orbita lunare, il mese anomalistico dura mediamente 27,554551 giorni (27 giorni 13 ore 18 minuti 33,2 secondi), risultando quindi superiore al mese siderale per circa 5,5 ore. La linea degli apsidi completa una rotazione in circa 8,85 anni.